# Bon voyage (álbum de Orquesta Mondragón)
Bon voyage es el segundo álbum del grupo español Orquesta Mondragón. Fue publicado en 1980 y fue el álbum que dio a conocer al grupo en Latinoamérica, además de suponer la confirmación de la Orquesta Mondragón en el panorama musical español. El grupo contó con la colaboración de los escritores Eduardo Haro Ibars y Luis Alberto de Cuenca para las letras de las canciones.

## Lista de canciones
Según los créditos del disco:
| Cara A |                        |                                                                                             |                                       |          |  |
| N.º    | Título                 | Letras                                                                                      | Música                                | Duración |  |
| 1.     | «Viaje con nosotros»   | Eduardo Haro Ibars, Fernando González de Canales, Javier Gurruchaga, Luis Alberto de Cuenca | Javier Gurruchaga, José Mari Insausti | 4:27     |  |
| 2.     | «Mis gafas»            | González de Canales, Gurruchaga, De Cuenca                                                  | Gurruchaga, Insausti                  | 2:33     |  |
| 3.     | «La bella y la bestia» | Haro Ibars                                                                                  | Gurruchaga, Insausti                  | 3:08     |  |
| 4.     | «Champú rojo»          | González de Canales, Gurruchaga, De Cuenca                                                  | Jaime Stinus, Gurruchaga              | 3:09     |  |
| 5.     | «Soy especial»         | González de Canales, Gurruchaga, De Cuenca                                                  | Gurruchaga, Insausti                  | 2:59     |  |
| 6.     | «No quiero verte»      | González de Canales, Gurruchaga, De Cuenca                                                  | Stinus, Gurruchaga                    | 4:00     |  |

| Cara B |                    |                                            |                      |          |  |
| N.º    | Título             | Letras                                     | Música               | Duración |  |
| 7.     | «Bon voyage»       | Haro Ibars                                 | Gurruchaga, Insausti | 2:33     |  |
| 8.     | «Tú eres la noche» | De Cuenca                                  | Stinus, Gurruchaga   | 3:25     |  |
| 9.     | «Bubble Bubble»    | González de Canales, Gurruchaga, De Cuenca | Gurruchaga, Insausti | 4:28     |  |
| 10.    | «Caperucita feroz» | González de Canales, Gurruchaga, De Cuenca | Stinus, Gurruchaga   | 2:36     |  |
| 11.    | «Fórmula 1»        | González de Canales, Gurruchaga, De Cuenca | Gurruchaga, Insausti | 3:46     |  |

## Créditos

### Músicos
- Javier Gurruchaga - Voz
- Luis Cobos - Saxofón y teclados
- Ángel Celada - Batería
- Jaime Stinus, José María Insausti - Guitarras
- José Luis Dufourg - Bajo

### Ficha técnica
- Julián Ruiz - Productor
- Tino Azores - Ingeniero
- Jaime Rubio - Asistente de ingeniero
- Fernando González de Canales - Diseño de portada
- Popotxo Ayestarán - Productor ejecutivo
- Grabado en los Estudios Scorpio.

## Posicionamiento en listas
| Publicación | País           | Lista                                                   | Año  | Puesto |
| ----------- | -------------- | ------------------------------------------------------- | ---- | ------ |
| Alborde     | Estados Unidos | Los 250 álbumes más importantes del Rock Iberoamericano | 2006 | 235    |